# Nani (caricaturista)
Adriana Mosquera Soto (Bogotá, 22 de julio de 1968) más conocida como Nani, es una bióloga, caricaturista, escritora, diseñadora de modas y escritora colombiana. Es especialmente reconocida por ser la creadora de Magola, un personaje feminista protagonista de una de las tiras cómicas más populares en Iberoamérica, en la cual trata temas de humor social, de pareja, de actualidad, desigualdad y violencia contra las mujeres. También destaca en sus trabajos la reivindicación ecologista. 
Es profesora honorífica del humor por la Universidad de Alcalá de Henares (1997). En la actualidad reside en España y publica en diferentes medios de Colombia y el país ibérico.

## Biografía
Nació en Bogotá cuando su madre tenía apenas 15 años. En su autobiografía detalla las dificultades de crecer en un entorno complejo siendo la mayor de tres hermanos.
Su afición por el dibujo comenzó en su adolescencia. 

Yo he sido caricaturista desde que estaba en cuarto bachillerato en el Colegio Nacional Sergio Arboleda. Tuve un profesor de Bellas Artes (Villamarín) que me enseñó muchísimo sobre arte contemporáneo; para mí era un sueño y mi meta única era graduarme sin importar cuánto sacrificios me costara para poder entrar a la universidad.

Intentó estudiar Bellas Artes en la Universidad Nacional de Colombia pero no fue admitida. Tenía sin embargo un buen puntaje en el ICFES y le alcanzó para una beca. Ingresó entonces a estudiar Biología en la Universidad Distrital. De manera autodidáctica, dio espacio paralelamente al desarrollo de la técnica del dibujo  Durante sus estudios de biología, explica, dibujó manuales de anatomía y microbiología, carteleras de entomología y su tesis de grado fue un manual ilustrado de la flora del Páramo de Sumapaz (1991). No obstante, mantuvo su empeño en ser caricaturista y empezó a enviar sus dibujos a concursos donde ganó algunas menciones. Un compañero le ofreció la oportunidad de dibujar una viñeta para ilustrar un artículo de opinión, publicación que sería la primera de muchas.
Afinó su técnica en la Escuela de Caricatura Nacional de Bogotá, luego de lo cuál publica su primer libro de viñetas, enfrentándose al desafío de ser mujer en el mundo del humor gráfico dominado por hombres.
En 1992 participó en la feria del Libro de Bogotá, siendo la única mujer caricaturista. El personaje de Magola surgió en contraposición a los personajes femeninos que sus compañeros dibujaron:

Los organizadores nos pidieron que hiciéramos un mural con nuestros dibujos en una gran pared blanca y yo tenía mucha rabia adentro por todos los obstáculos que estaba encontrando en mi camino, en su mayoría por el simple hecho de ser mujer. Vi que todos dibujaban personajes femeninos muy bellos, rubias de pelo largo, piernas perfectas etc. Entonces decidí crear un personaje que fuera todo lo contrario y lo llamé Magola, nombre muy colombiano. Magola es una flaca narizona de ojos saltones, pelo oscuro, piernas peludas y viste horrible. A la gente le encantó, muchas personas empezaron a hacerse fotos con ella y así el personaje fue tomando vida.

Comienza a publicar su trabajo en el diario El Espectador de Colombia en 1992, donde sigue colaborando en la actualidad.  
En 1995 inicia la publicación de una tira cómica protagonizada por su célebre personaje Magola en un momento en que las mujeres no estaban presentes en los espacios de la caricatura, por lo que el personaje tuvo mucho impacto. Magola fue el personaje que me acompañó para transformar todos los chistes machistas y volverlos a favor de las mujeres explica Nani.
En 1997 se traslada con su familia a España. Además de su trabajo como caricaturista, trabaja como diseñadora de ropa en el sector textil.
En 1998 fue reconocida como Profesora honorífica del humor por la Universidad de Alcalá de Henares-España.
El humor permite a la caricaturista hacer crítica social y expresar un mensaje, explica.  En sus caricaturas registra la actualidad: inmigración, ecología, cambio climático y otros. No elude temas complejos como el de las ejecuciones extrajuicio en Colombia, mal llamadas "falsos positivos", la violencia de las FARC o la inseguridad en en el territorio colombiano. Participa en campañas sociales y mantiene su activismo en defensa de los derechos de las mujeres.
A lo largo de su carrera ha publicado en diversos medios de comunicación de Colombia, España y Estados Unidos:  El Espectador de Colombia, El Tiempo, fue caricaturista e ilustradora en la revista Interviú (1998-2009), el diario Metro (2005-2007), La Razón (2007-2008), además de trabajar para diversas editoriales.
En 2010 formó parte de la Tercera Edición de los 100 Latinos Madrid, una iniciativa liderada por la Asociación Fusionarte que reúne los perfiles de los talentos latinoamericanos.
En 2015 fue la primera mujer que realizó una exposición individual en el Museo de Caricatura de Ciudad de México.

## Mujeres creadoras y caricaturistas
Tras una investigación de Nani Mosquera y la poeta Guiomar Cuesta Escobar sobre las mujeres profesionales de la caricatura en el mundo, en el compromiso de reivindicar a las creadoras de humor gráfico, un terreno habitualmente masculino, en 2006 se dió la exposición itinerante de 33 mujeres caricaturistas de 20 países distintos, Las mujeres creadoras y el arte de la caricatura, presentada en Colombia en abril de 2006 en el marco de la Feria Internacional del Libro de Bogotá. La misma se expuso posteriormente en Perú, Ecuador, España, Portugal, México, Cuba y Estados Unidos. Entre las artistas presentes en la exposición estaban: Miriam Alonso, durante años la única caricaturista de Cuba,  la iraní Sepideh Anjomrooz, las mexicanas Cintia Bolio, Martha Barragán, Maricruz Gallut, la australiana Joanne Brooker, las argentina Maitena Burundarena y Ana von Rebeur y Marlene Pohle, la francesa Veronique Deiss, la estadounidense Liza Donnelly, las peruanas Avril Filomeno, Marisa Godínez y Brenda Román, las colombiana Martha Elena Hoyos, creadora de Mayra y Elena Ospina, las bolivianas Susana Villegas y Rafaela Rada, la ecuatoriana Vilma Vargas y la venezolana Rayma Suprani.

## Magola
Magola, explica su creadora, surgió de la necesidad de hacer un personaje completamente contrario a los personajes femeninos de cómic que dibujan normalmente los hombres. Tiene la nariz grande, el pelo oscuro, es recta y no se depila, pero además... piensa y opina. Es el personaje principal de la historia, no una mujer que siempre está esperando a que un hombre como supermán la salve. Con los años, el personaje de Magola ha evolucionado. Ahora Magola tiene un hijo, ha seguido envejeciendo porque quiere ser una mujer real, explica su creadora.
El personaje se ha convertido en un espejo para hombres y mujeres de México, Estados Unidos, Colombia y España. Interviú fue la primera revista española en rendirse ante los encantos de Magola. Después lo harían AR, Desnivel, Grandes Espacios, Quevedos, así como los diarios: Metro, La Razón y Diario de Alcalá. 

## Vida personal
Adriana Mosquera "Nani" está casada con el también caricaturista Ómar Figueroa Turcios. 

## Premios y menciones
- 1997 Profesora honorífica del humor por la Universidad de Alcalá de Henares, España.
- 2003 Primer puesto, Concurso internacional de Humor y lactancia, Guipúzcoa.
- 2006 Primera mención, concurso internacional de humor gráfico, Gondomar-Portugal.
- 2006 Primer puesto, primer concurso: Encuentro de mujeres caricaturistas, Cuba.
- 2009 Seleccionada para la Ciudad de las Ideas, México.
- 2005 Seleccionada concurso de pintura ciudad de Alcalá- Madrid.
- 2009 Concurso internacional sobre Dios en Mazatlán -México.
- 2009 Primer puesto en el concurso: Ponle cara al cambio climático de Inspiraction-España.
- 2010 Seleccionada para la Ciudad de las Ideas, México.
- 2011 Seleccionada para la Ciudad de las Ideas, México.
- 2011 Gran premio Diogenes Taborda, Argentina.
- 2020 Segundo premio en el XIII Concurso Internacional de Caricatura de Vianden, Luxemburgo[17]

## Publicaciones
- Así es Magola (2001).
- Hogar dulce encierro (Oveja Negra, 2003).
- La verdadera Historia de Eva (Oveja Negra, 2004).
- Sobreviviendo en pareja (Oveja Negra, 2005).
- Sobreviviendo en pareja (Ediciones B, 2006).
- Hasta que la realidad nos separe (Ediciones B, 2007).
- ¿Estás preparada para el verano? (Medialive, 2008).
- Cuestión de Hormonas (Medialive, 2009).
- Magola 15 años sin pelos en la lengua (Ediciones B, 2010).
- Te quiero porque te quiero (Auno a Ediciones, 2011).
- Día mundial de la mujer trabajadora 2014 (Sindicato Fetico)

## Trayectoria artística

### Exposiciones individuales
- 2001 Exposición Individual, Así es Magola, Feria del libro de Alcalá de Henares-España
- 2005 Exposición Individual en el Centro Asesor de la Mujer de Alcalá de Henares-España
- 2006 Exposición individual de pintura, galería Ámsterdam- Alcalá de Henares-España
- 2005 Exposición individual de caricatura, Universidad Jorge Tadeo Lozano de Bogotá-Colombia
- 2005 Exposición individual de caricatura Casa del periodismo de La Habana-Cuba
- 2005 Exposición individual de caricatura, Universidad Nacional de Colombia
- 2005 Exposición individual de caricatura, Galería Jorge Martínez, Guadalajara- México
- 2006 Organizadora, homenaje a Gabo.
- 2006 Exposición individual de caricatura, Archivo General del movimiento obrero, Alcalá de Henares-España
- 2006 Exposición individual de caricatura San Antonio de los baños, Bienal de Humor-Cuba
- 2008 Exposición individual de pintura, galería Ámsterdam- Alcalá de Henares-España
- 2009 Exposición Individual de caricatura, feria del libro de Cúcuta-Colombia

### Exposiciones colectivas
- 1991 Plaza del artista, exposición colectiva de caricatura- Bogotá-Colombia
- 1992 1998 Exposiciones colectivas anuales de CARICATURA en la feria Internacional del libro Bogotá-Colombia
- 2000 Exposición de mujeres caricaturistas embajada de España en Colombia
- 1998-2009 Exposiciones colectivas Muestras de humor gráfico de la fundación General de la Universidad de Alcalá de Henares-España
- 2006 Organizadora de la exposiRGANIZADORA DE LA EXPOSICIÓN ITINERANTE: Las mujeres creadoras y el arte de la caricatura.
- 2006 Inauguración: Feria del Libro de Bogotá-Colombia
- 2006 Itinerancia: 2006 Alcalá de Henares- Muestras de humor
- 2006 Exposición colectiva de caricatura, Galería Jorge Martínez, Guadalajara- México
- 2007 Universidad Complutense de Madrid
- 2007 Bienal de Humor de San Antonio de los Baños-Cuba
- 2007 Feria del Libro de Guadalajara-México
- 2007 Feria del libro de Lima
- 2007-2009 Cruz Roja Argentina, Buenos Aires y otras ciudades argentinas
- 2008 Feria del libro latino-Roma
- 2009 Muestra de género Buenos Aires-Argentina
- 2009 Trilogía, exposición colectiva de caricatura, casa del maestro de Medellín-Colombia
- 2010 Exposición Colectiva Museo de Arte Moderno de Bogotá- Libertad de Opinión- Colombia
- 2010 Exposición colectiva, primer salón de historieta universitaria, Universidad Nacional de Colombia-Bogotá
- 2010 Exposición colectiva 8 Salón nacional de Bellas artes, Galería casa Cuadrada- Bogotá-Colombia
- 2010 Exposición colectiva Tercer Salón de ilustración El Nogal. Bogotá-Colombia
- 2010 Exposición Colectiva, jóvenes valores del diseño en femenino, IED Instituto Europeo de diseño Madrid- España
- 2010 Exposición colectiva: La letra con humor entra, IED Instituto Europeo de diseño Madrid- España
- 2010 Exposición Colectiva Acá NO más. Jardín Botánico de Madrid
- 2011 Ayaac Convention China
- 2011 Salón de humor Piracicaba-Brasil